# John de Rooij

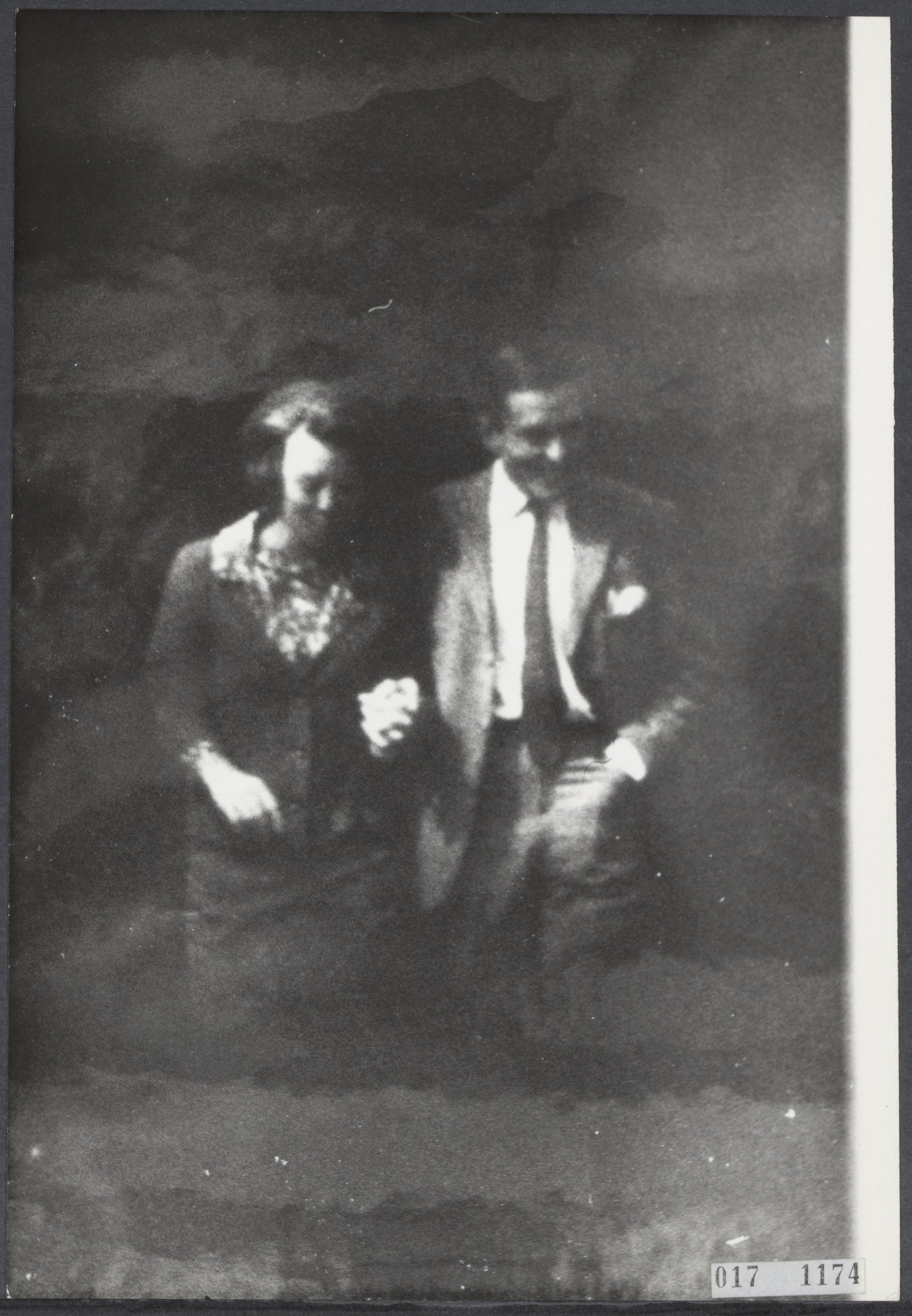
Foto door John de Rooij in tuin Drakesteyn,1965

Johnny (John) de Rooij, ook bekend als John de Rooy (Amsterdam, 12 mei 1935 – aldaar, 31 januari 1977) was een Nederlands persfotograaf. 

## Biografie
John de Rooij werd in 1935 geboren in Amsterdam. Hij was in de jaren zestig een bekend fotograaf, van wie geregeld foto's in kranten en tijdschriften, waaronder De Telegraaf en de Haagse Post, verschenen. De Rooij werd internationaal bekend toen hij in 1965 de eerste foto's van prinses Beatrix en Claus von Amsberg maakte. De foto's werden wereldwijd gepubliceerd, onder meer in de Engelse krant Daily Express. Hij won met zijn bekendste foto, Beatrix en Claus hand-in-hand wandelend in de tuin van Kasteel Drakesteyn, in 1965 de tweede prijs in de World Press Photo Contest, in de categorie People in the News. Zijn werkwijze leverde echter ook negatieve kritieken op, onder meer van fotograaf Willem van de Poll, die het woord "revolverjournalistiek" gebruikte. Journalist Aad van der Mijn noemde De Rooij "onze eerste duidelijke paparazzo".
In 1964 had hij al de thuiskomst van haar zus Irene met haar verloofde Carlos Hugo van Bourbon-Parma gefotografeerd. Over een van de foto's ontstond een auteursrechtelijk conflict toen de VARA deze zonder toestemming op televisie toonde. De VARA verloor het door hem aangespannen kort geding. De Rooij won in dat jaar met een foto van Prinses Margriet die, gekleed in ochtendjas, haar zus Irene ten afscheid kust de tweede prijs in de categorie Nederlands beste nieuwsfoto.
In 1969 was De Rooij een van de fotografen die foto's maakten van de Bed-In van John Lennon en Yoko Ono in het Amsterdamse Hilton Hotel. Volgens De Telegraaf was De Rooij "goede maatjes met John en Yoko". Hij was ook de maker van de poster Hair Peace.
De Rooij woonde in Amsterdam, afgewisseld met periodes in Parijs en Spanje. Hij overleed in 1977, thuis in Amsterdam, aan een hartverlamming. Hij werd begraven op begraafplaats Zorgvlied.
- Nederlandse Thesaurus van Auteursnamen: 273419900
- RKD-Nederlands Instituut voor Kunstgeschiedenis: 458733
- Virtual International Authority File: 282922312